# Рихенза Нортхеймская
Рихенза Нортхеймская (нем. Richenza von Northeim; ок. 1087/1089 — 10 июня 1141) — графиня Нортхейма с 1116 года, графиня Брауншвейга с 1117 года, герцогиня Саксонии в 1106—1137 годах, королева Германии в 1125—1137 годах, императрица Священной Римской империи в 1133—1137 годах; жена императора Лотаря II Супплинбургского, старшая дочь графа Нортхейма Генриха Толстого и Гертруды Брауншвейгской.

## Биография
После смерти отца в 1101 году, Рихенза и её муж, Лотарь Супплинбургский, унаследовали бывшие владения Кетленбургов, а также саксонское наследство династии Брунонов, из которой происходила мать Рихезы — Брауншвейг и его окрестности. В 1106 году Лотарь был назначен императором Генрихом V герцогом Саксонии. Смерть брата, Оттона II Нортхеймского, принесла Рихензе и Лотарю ещё владения Нортхеймской династии — графство Нортхейм.
После того, как Лотарь был избран королём Германии, Рихенза стала верной помощницей своему мужу в его правлении. Она сопровождала Лотаря в его поездках в Италию. Она была посредником во время конфликта Лотаря с Гогенштауфенами — герцогом Швабии Фридрихом II и его младшим братом, будущим королём Конрадом III. Имя Рихензы встречается на многих актах рядом с именем Лотаря. 4 июня 1133 года она вместе с мужем в Латеранской базилике в Риме была коронована императорской короной.
У Лотаря и Рихензы не было сыновей, только единственная дочь Гертруда, которую выдали замуж за герцога Баварии Генриха Гордого. После смерти в 1137 году Лотаря разгорелась борьба за Саксонию, которую незадолго до своей смерти Лотарь передал Генриху Гордому, ставшего главным претендентом на корону. Однако новым королём был избран Конрад III Гогенштауфен, который потребовал от Генриха отказаться от одного из двух герцогств, на что Генрих ответил отказом. В итоге Конрад III лишил Генриха и Саксонии, передав её маркграфу Северной марки Альбрехту Медведю, и Баварии. В развернувшейся междоусобице Генриху удалось отобрать у Альбрехта Саксонию, но в 1139 году Генрих неожиданно умер, оставив наследником малолетнего сына Генриха Льва. Его права на наследство в Саксонии стала защищать Рихенза, которой удалось гарантировать права внука на Саксонию, а также на наследство Нордхеймской династии и Брунонов.
Рихенза умерла 10 июня 1141 года и была похоронена в Кёнигслуттерском кафедральном соборе.

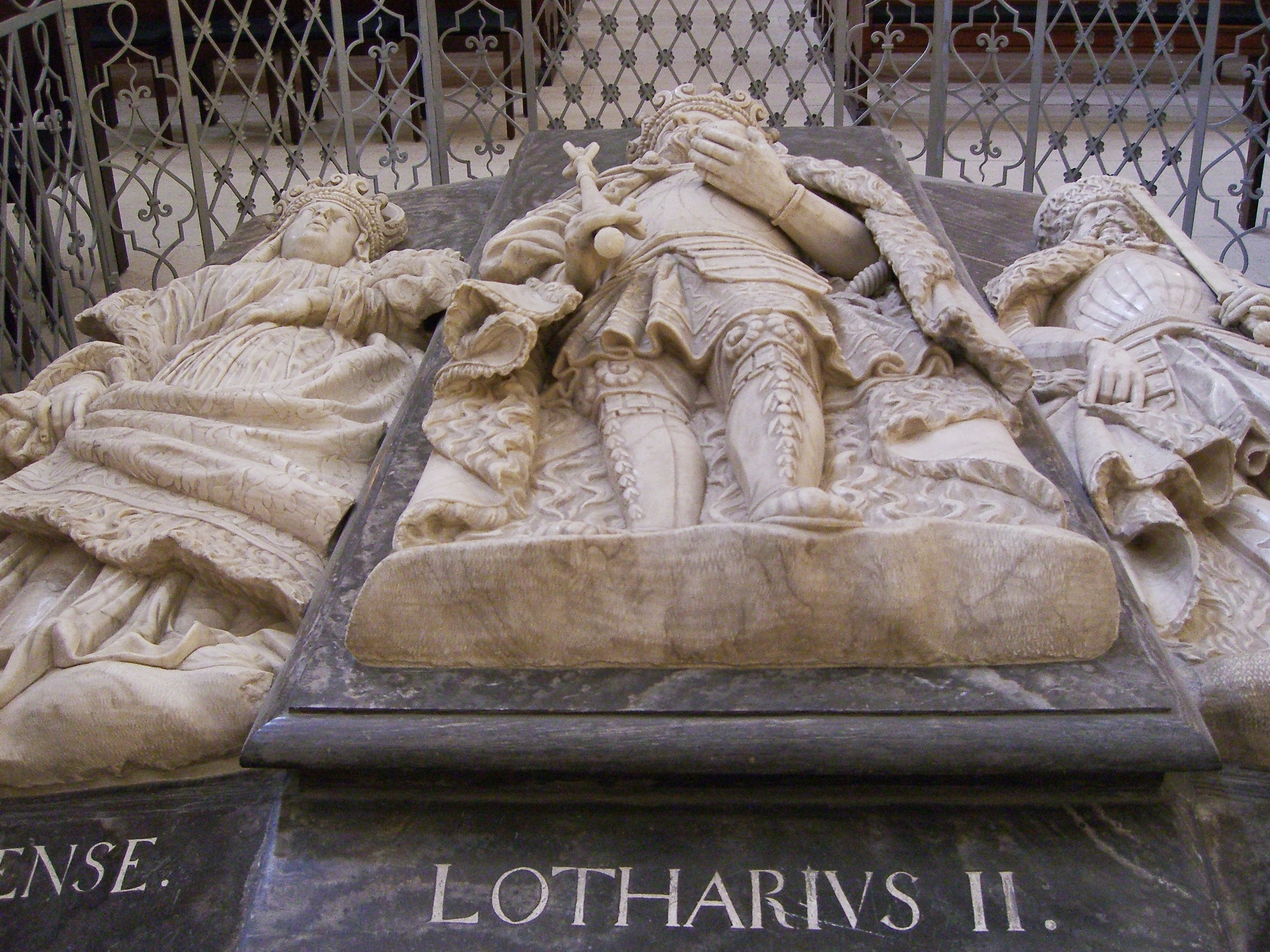
Гробница Рихензы Нортхейской в Кёнигслуттерском соборе (слева)

## Брак и дети
Муж: приблизительно с 1100 года — Лотарь II Супплинбургский (до 9 июня 1075 — 4 декабря 1137), граф Супплинбурга, герцог Саксонии с 1106 года, король Германии (римский король) с 1125 года, император Священной Римской империи с 1133 года. Дети:
- Гертруда Супплинбургская (18 апреля 1115 — 18 апреля 1143); муж: с 29 мая 1127 года — Генрих Гордый (ок. 1108 — 20 октября 1139), герцог Баварии (под именем Генриха X) с 1126 года, герцог Саксонии (под именем Генриха II) с 1137 года, маркграф Тосканы с 1137 года.